# Juzgado permanente
Juzgado permanente és una pel·lícula espanyola d'estil thriller estrenada el 25 de gener de 1953, dirigida per Joaquín Romero Marchent i protagonitzada, entre alters, per Marisa de Leza, José María Rodero, Rafael Romero Marchent i Elvira Quintillá. Fou rodada a València.

## Sinopsi
Javier y Germán, dos soldados que presten servei als Jutjats de València, instigats per Amparo, germana del primer i promesa del segon, sospiten que darrere la mort d'un guàrdia civil i un paisà, s'hi amaga un cas d'assassinat.

## Premis
Medalles del Cercle d'Escriptors Cinematogràfics
| Any  | Categoria                | Pel·lícula       | Resultat   |
| ---- | ------------------------ | ---------------- | ---------- |
| 1953 | Millor actriu secundària | Elvira Quintillá | Guanyadora |